# 龍湛
龍湛（?—?），贵州清鎮人，清朝政治人物，同進士出身。
乾隆七年（1742年）壬戌科進士，三甲一百九十名，后事不詳。